# Euscelidia prolata
Euscelidia prolata är en tvåvingeart som beskrevs av Dikow 2003. Euscelidia prolata ingår i släktet Euscelidia och familjen rovflugor.
Artens utbredningsområde är Sri Lanka. Inga underarter finns listade i Catalogue of Life.